# Фараоанеле (Вранча)
Фараоанеле (рум. Faraoanele) насеље је у Румунији у округу Вранча у општини Вартешкоју. Oпштина се налази на надморској висини од 255 m.

## Становништво
Према подацима из 2002. године у насељу је живело 1028 становника, од којих су сви румунске националности.